# Fernando Sancho
Fernando Sancho Les (Zaragoza; 7 de enero de 1916 - Madrid; 31 de julio de 1990) fue un actor cinematográfico, de doblaje y de Radio español.

## Biografía
Fernando Sancho Les nació el 7 de enero de 1916 en Zaragoza, Aragón, España. Estudió Bachillerato en los Maristas de su ciudad natal. Trabajó en la vidriera de su padre, aunque junto a su hermano Emilio incursionaron en el Teatro y el cine.
Durante la Guerra civil española, fue alférez provisional en el bando nacional, siendo ascendido a teniente del cuerpo de la Policía Armada. Destinado en Barcelona, inició su carrera en la Radio, donde imitaba diversos acentos extranjeros, después de lo cual también incursionó en el doblaje
Tras su primera película, Polizón a bordo (1941), llegó Orosia (1943), iniciándose su carrera cinematográfica. A Fernando Sancho se le conoció sobre todo por sus innumerables papeles en Spaghetti Western, algunos dirigidos por Ignacio F. Iquino y protagonizados por Richard Harrison. Habitualmente, actuaba no como protagonista, sino como bandido mexicano carismático. Es posible que ningún otro actor haya interpretado tantas veces ese tipo de papel. Fuera del estudio, parece ser que era una persona con cultura y un tanto extravagante que consiguió el cariño del público.
También actuó en algunas grandes producciones de Hollywood como actor secundario, como en Rey de reyes (King of Kings) (1961), Lawrence de Arabia (Lawrence of Arabia) (1962) y en 55 días en Pekín (55 Days at Peking) (1963).
Sancho también actuó en tres películas realizadas sobre obras de Karl May: La caravana de esclavos (Die Sklavenkarawane) (1958) y El león de Babilonia (Der Löwe von Babylon) (1959), las dos veces como profesor Ignaz Pfotenhauer, y en 1965 en El salvaje Kurdistán (Durchs wilde Kurdistan) como padishá.
En los años 1960 y 1970, apareció en diversas películas de terror españolas. Uno de sus mejores papeles lo realiza en El ataque de los muertos sin ojos, dirigida por Amando de Ossorio junto a Frank Braña. En 1977, participó en el filme de intriga Objetivo: matar (junto a John Ireland, Lee Van Cleef y Carmen Cervera) y en 1983 en la comedia Las autonosuyas. Un año antes de su muerte, apareció por última vez en la película de terror La luna negra (1989) con Mario Adorf.
El actor cinematográfico falleció el 31 de julio de 1990 a los 74 años, en el hospital militar Gómez Ulla de Madrid, a consecuencia de una insuficiencia hepática que le sobrevino después de una intervención quirúrgica para extirparle un tumor maligno en el páncreas, una semana antes. Fue sepultado en Madrid.

## Premios
Medallas del Círculo de Escritores Cinematográficos.
| Año  | Categoría              | Película        | Resultado |
| ---- | ---------------------- | --------------- | --------- |
| 1973 | Mejor actor de reparto | La guerrilla    | Ganador   |
| 1980 | Premio especial        | Toda su carrera | Ganador   |

Premios del Sindicato Nacional del Espectáculo
| Año  | Categoría   | Película                           | Resultado |
| ---- | ----------- | ---------------------------------- | --------- |
| 1962 | Mejor actor | El hijo del capitán Blood          | Ganador   |
| 1971 | Mejor actor | El más fabuloso golpe del Far-West | Ganador   |

Premio del Almería Western Film Festival
| Año  | Categoría         | Premio            | Resultado |
| ---- | ----------------- | ----------------- | --------- |
| 2016 | Premio Honorífico | Premio en Memoria | Ganador   |

## Actuaciones en televisión
- Percy Stuart
  - Die Bärenfellmütze (29 de Diciembre de 1971)
- IOB Spezialauftrag
  - Der Experte (16 de Febrero de 1981)
  - Bisani (02 de Marzo de 1981)
- Ramón y Cajal
  - Infancia y adolescencia (02 de Febrero de 1982)
- La huella del crimen
  - El crimen de la calle Fuencarral (17 de Mayo de 1985)
- Página de sucesos
  - El sacamantecas (10 de Enero de 1986)
- Sabbath
  - La Luna negra (02 de Enero de 1989)
- Narradores
  - La buena suerte (31 de Julio de 1991)
  - El entierro del ciego (24 de Agosto de 1991)

## Filmografía
| Película                                                                   | Director                                   | Año                   |
| -------------------------------------------------------------------------- | ------------------------------------------ | --------------------- |
| Polizón a bordo                                                            | Florián Rey                                | 1941                  |
| Orosia                                                                     | Florián Rey                                | 1943                  |
| Una mujer en un taxi                                                       | Juan José Fogues                           | 1944                  |
| Ni pobre ni rico, sino todo lo contrario                                   | Ignacio F. Iquino                          | 1944                  |
| Estaba escrito                                                             | Alejandro Ulloa                            | 1945                  |
| Viento de siglos                                                           | Enrique Gómez                              | 1945                  |
| Leyenda de feria                                                           | Juan de Orduña                             | 1946, año del estreno |
| Eres un caso                                                               | Ramón Quadreny                             | 1946, año del estreno |
| Abel Sánchez                                                               | Carlos Serrano de Osma                     | 1946                  |
| Las inquietudes de Shanti Andía                                            | Arturo Ruiz Castillo                       | 1947                  |
| Héroes del 95                                                              | Raúl Alfonso                               | 1947                  |
| Mariona Rebull                                                             | José Luis Sáenz de Heredia                 | 1947                  |
| Cuando los ángeles duermen                                                 | Ricardo Gascón                             | 1947                  |
| El ángel gris                                                              | Ignacio F. Iquino                          | 1947                  |
| Embrujo                                                                    | Carlos Serrano de Osma                     | 1947                  |
| La sirena negra                                                            | Carlos Serrano de Osma                     | 1948, año del estreno |
| Alma baturra                                                               | Antonio Sau Olite                          | 1948                  |
| Mi enemigo el doctor                                                       | Juan de Orduña                             | 1948                  |
| El tambor del Bruch                                                        | Ignacio F. Iquino                          | 1948, año del estreno |
| La muralla feliz                                                           | Enrique Herreros                           | 1948, año del estreno |
| Canción mortal                                                             | Ignacio F. Iquino                          | 1948                  |
| Si te hubieses casado conmigo                                              | Víctor Turjansky                           | 1948                  |
| La mies es mucha                                                           | José Luis Sáenz de Heredia                 | 1948                  |
| Campo Bravo                                                                | Pedro Lazaga                               | 1948                  |
| Don Juan de Serrallonga                                                    | Ricardo Gascón                             | 1949                  |
| Aquellas palabras                                                          | Luis Arroyo                                | 1949                  |
| Vida en sombras                                                            | Lorenzo Llobet Gracia                      | 1949                  |
| Estaba escrito                                                             | Alejandro Ulloa                            | 1949                  |
| La niña de Luzmela                                                         | Ricardo Gascón                             | 1950                  |
| Cita con mi viejo corazón                                                  | Ferruccio Cerio                            | 1950, año del estreno |
| Agustina de Aragón                                                         | Juan de Orduña                             | 1950                  |
| La mujer de nadie                                                          | Gonzalo Pardo Delgrás                      | 1950                  |
| El sueño de Andalucía                                                      | Luis Lucía                                 | 1951                  |
| Servicio en la mar                                                         | Luis Suárez de Lezo                        | 1951                  |
| La señora de Fátima                                                        | Rafael Gil                                 | 1951                  |
| El gran Galeoto                                                            | Rafael Gil                                 | 1951                  |
| Alba de América                                                            | Juan de Orduña                             | 1951                  |
| De Madrid al cielo                                                         | Rafael Gil                                 | 1952                  |
| Los ojos dejan huellas                                                     | José Luis Sáenz de Heredia                 | 1952                  |
| Sor intrépida                                                              | Rafael Gil                                 | 1952                  |
| Estrella de Sierra Morena                                                  | Ramón Torrado                              | 1952                  |
| Último día                                                                 | Antonio Román                              | 1952                  |
| María Dolores                                                              | José María Elorrieta                       | 1953, año del estreno |
| Nadie lo sabrá                                                             | Ramón Torrado                              | 1953                  |
| La guerra de Dios                                                          | Rafael Gil                                 | 1953                  |
| Intriga en el escenario                                                    | Feliciano Catalán                          | 1953                  |
| Aeropuerto                                                                 | Luis Lucia Mingarro                        | 1953                  |
| La bella de Cádiz                                                          | Raymond Bernard, Eusebio Fernández Ardavín | 1954                  |
| El beso de Judas                                                           | Rafael Gil                                 | 1954                  |
| La otra vida del capitán Contreras                                         | Rafael Gil                                 | 1955                  |
| La princesa de Éboli                                                       | Terence Young                              | 1955                  |
| Muerte de un ciclista                                                      | Juan Antonio Bardem                        | 1955                  |
| Suspenso en comunismo                                                      | Eduardo Manzanos                           | 1956                  |
| Pasión en el mar                                                           | Arturo Ruiz Castillo                       | 1956                  |
| Cuerda de presos                                                           | Pedro Lazaga                               | 1956                  |
| Torrepartida                                                               | Pedro Lazaga                               | 1956                  |
| Horas de pánico                                                            | Donald Taylor                              | 1957                  |
| La estrella de África                                                      | Alfred Weidenmann                          | 1957                  |
| Susana, pura nata                                                          | Steno                                      | 1957                  |
| Operación Popoff                                                           | Steno                                      | 1957                  |
| Y eligió el infierno                                                       | César Fernández Ardavin                    | 1957                  |
| El inquilino                                                               | José Antonio Nieves Conde                  | 1958                  |
| El honor de Carmelina                                                      | Carlo Ludovico Bragaglia                   | 1958                  |
| ¡Viva lo imposible!                                                        | Rafael Gil                                 | 1958                  |
| Una mujer para Marcelo                                                     | Giorgio Bianchi                            | 1958                  |
| Caravana de esclavos                                                       | Georg Marischka - Ramón Torrado            | 1958                  |
| Patio andaluz                                                              | Jorge Griñán                               | 1958                  |
| La muchachade la plaza de San Pedro                                        | Piero Costa                                | 1958                  |
| Entierro de un funcionario en primavera                                    | José María Zabalza                         | 1958                  |
| Camarote de lujo                                                           | Rafael Gil                                 | 1959                  |
| Llegaron dos hombres                                                       | Eusebio Fernández Ardavin - Arne Mattsson  | 1959                  |
| En las ruinas de Babilonia                                                 | Johannes Kai - Ramón Torrado               | 1959                  |
| A sangre fría                                                              | Juan Bosch                                 | 1959                  |
| El secreto de papá                                                         | José C. Mérida                             | 1959                  |
| Toro bravo                                                                 | Vittorio Cottafavi - Domingo Viladomat     | 1960                  |
| Hola, Robinson                                                             | Jacques Pinoteau                           | 1960                  |
| El pequeño coronel                                                         | Antonio del Amo                            | 1960                  |
| El indulto                                                                 | José Luis Sáenz de Heredia                 | 1960                  |
| La paz empieza nunca                                                       | León Klimovsky                             | 1960                  |
| Un taxi para Tobruk                                                        | Denys de la Patellière                     | 1961                  |
| Goliat contra los gigantes                                                 | Guido Malatesta                            | 1961                  |
| Alerta en el cielo                                                         | Luis César Amadori                         | 1961                  |
| El pobre García                                                            | Tony Leblanc                               | 1961                  |
| Rey de Reyes                                                               | Nicholas Ray                               | 1961                  |
| Madame Sans-Gene                                                           | Christian-Jaque                            | 1961                  |
| Los titanes                                                                | Duccio Tessari                             | 1962                  |
| La venganza del Zorro                                                      | Joaquín Luis Romero Marchent               | 1962                  |
| El hijo del capitán Blood                                                  | Tulio Demicheli                            | 1962                  |
| Terror en la noche                                                         | Harald Reinl                               | 1962                  |
| Fra Diávolo                                                                | Giorgio Simonelli - Miguel Lluch           | 1962                  |
| Lawrence de Arabia                                                         | David Lean                                 | 1962                  |
| La fuente mágica                                                           | Fernando Lamas                             | 1963                  |
| 55 días en Pekín                                                           | Nicholas Ray                               | 1963                  |
| El vengador de California                                                  | Mario Caiano                               | 1963                  |
| Tres hombres buenos                                                        | Joaquín Luis Romero Marchent               | 1963                  |
| No temas a la ley                                                          | Víctor Merenda                             | 1963                  |
| Araña negra                                                                | Franz Josef Gottlieb                       | 1963                  |
| Encrucijada mortal                                                         | Laurence Harvey                            | 1963                  |
| El sabor de la venganza                                                    | Joaquín Luis Romero Marchent               | 1963                  |
| José María                                                                 | José María Forn                            | 1963                  |
| El precio de un asesino                                                    | Miguel Lluch                               | 1963                  |
| Dos pistoleros                                                             | Giorgio Simonelli                          | 1964                  |
| A escape libre                                                             | Jean Becker                                | 1964                  |
| Bienvenido, padre Murray                                                   | Ramón Torrado                              | 1964                  |
| Crimen                                                                     | Miguel Lluch                               | 1964                  |
| Antes llega la muerte                                                      | Joaquín Luis Romero Marchent               | 1964                  |
| Minnesota Clay                                                             | Sergio Corbucci                            | 1964                  |
| Desafío en Río Bravo                                                       | Tulio Demicheli                            | 1964                  |
| La nueva Cenicienta                                                        | George Sherman                             | 1964                  |
| Dos toreros de aúpa                                                        | Giorgio Simonelli                          | 1964                  |
| Toto de Arabia                                                             | José Antonio de la Loma                    | 1965                  |
| Pistoleros de Arizona                                                      | Alfonso Balcázar                           | 1965                  |
| Historias de la televisión                                                 | José Luis Sáenz de Heredia                 | 1965                  |
| Una pistola para Ringo                                                     | Duccio Tessari                             | 1965                  |
| Los cuatreros                                                              | Ramón Torrado                              | 1965                  |
| Agente S3S: pasaporte para el infierno                                     | Sergio Sollima                             | 1965                  |
| Dos rivales en Fuerte Álamo                                                | Giorgio Simonelli                          | 1965                  |
| París-Estambul sin regreso                                                 | Sergio Grieco                              | 1965                  |
| El salvaje Kurdistán                                                       | Franz Josef Gottieb                        | 1965                  |
| Viva Carrancho                                                             | Alfonso Balcázar                           | 1965                  |
| Sangre sobre Texas                                                         | Alberto de Martino                         | 1965                  |
| Doc, manos de plata                                                        | Alfonso Balcázar                           | 1965                  |
| El retorno de Ringo                                                        | Duccio Tessari                             | 1965                  |
| El ataque de los kurdos                                                    | Franz Josef Gottieb                        | 1965                  |
| Siete pistolas para los Mac Gregor                                         | Franco Giraldi                             | 1966                  |
| 7 dólares al rojo                                                          | Alberto Cardone                            | 1966                  |
| Siete pistolas para Timothy                                                | Romolo Guerrieri                           | 1966                  |
| Delito casi perfecto                                                       | Mario Camerini                             | 1966                  |
| 3S3, agente especial                                                       | Sergio Sollima                             | 1966                  |
| Cazador de recompensas                                                     | Tonino Valerii                             | 1966                  |
| Dinamita Jim                                                               | Alfonso Balcázar                           | 1966                  |
| Arizona Colt                                                               | Michele Lupo                               | 1966                  |
| Il vostro super agente Flit                                                | Mariano Laurenti                           | 1966                  |
| Yo soy Trinidad                                                            | Alberto de Martino                         | 1966                  |
| Tormenta sobre el Pacífico                                                 | Sergio Bergonzelli - Roy Rowland           | 1966                  |
| El aventurero de Guaynas                                                   | Joaquín Luis Romero Marchent               | 1966                  |
| Clint el solitario                                                         | Alfonso Balcázar                           | 1967                  |
| Como lobos sedientos                                                       | Romolo Guerrieri                           | 1967                  |
| El halcón y la presa                                                       | Sergio Sollima                             | 1967                  |
| Un hombre y un colt                                                        | Tulio Demicheli                            | 1967                  |
| Wanted Johnny Texas                                                        | Emimmo Salvi                               | 1967                  |
| Cómo robar un quintal de diamantes en Rusia                                | Guido Malatesta                            | 1967                  |
| Odio por odio                                                              | Domenico Paolella                          | 1967                  |
| El rostro del asesino                                                      | Pedro Lazaga                               | 1967                  |
| Rita en el West                                                            | Ferdinando Baldi                           | 1967                  |
| Huracán sobre México                                                       | Leopoldo Savona                            | 1967                  |
| Winchester Bill                                                            | Alfonso Brescia                            | 1967                  |
| Hypnos follia di un massacro                                               | Paolo Bianchini                            | 1967                  |
| Tu cabeza por mil dólares                                                  | Giovanni Fago                              | 1967                  |
| Crónica de un atraco                                                       | Jaime Jesús Balcázar                       | 1968                  |
| La hora del coraje                                                         | Umberto Lenzi                              | 1968                  |
| La sangre llama a la sangre                                                | Luigi Capuano                              | 1968                  |
| Si te encuentras con Sartana..., ruega por su muerte                       | Gianfranco Parolini                        | 1968                  |
| Réquiem para el gringo                                                     | José Luis Merino - Eugenio Martín          | 1968                  |
| Hasta la última gota de sangre                                             | Alberto Cardone                            | 1968                  |
| El magnífico Tony Carrera                                                  | José Antonio de la Loma                    | 1968                  |
| Ciccio perdona..., io no!                                                  | Marcello Ciorciolini                       | 1968                  |
| Amor a todo gas                                                            | Ramón Torrado                              | 1969                  |
| Tarzán en la gruta del oro                                                 | Manuel Caño                                | 1969                  |
| Simón Bolívar                                                              | Alessandro Blasetti                        | 1969                  |
| Forajidos implacables                                                      | Alberto Cardone (o Albert Cardiff)         | 1969                  |
| Franco, Ciccio e il pirata Barbanera                                       | Mario Amendola                             | 1969                  |
| La banda de los tres crisantemos                                           | Ignacio F. Iquino                          | 1970                  |
| Golpe de mano (Explosión)                                                  | José Antonio de la Loma                    | 1970                  |
| Las endemoniadas                                                           | Sergio Bergonzelli                         | 1970                  |
| La diligencia de los condenados                                            | Juan Bosch                                 | 1970                  |
| Orloff y el hombre invisible                                               | Pierre Chevalier                           | 1970                  |
| Aquel maldito día                                                          | Vasilis Georgiadis                         | 1970                  |
| 28i Oktovriou, ora 5.30                                                    | Kostas Karagiannis                         | 1971                  |
| Abre tu fosa amigo..., llega Sábata                                        | Juan Bosch                                 | 1971                  |
| Los buitres cavarán tu fosa                                                | Juan Bosch                                 | 1971                  |
| Vuelo al infierno                                                          | Jesús Franco                               | 1971                  |
| I megali stigmi tou '21: Papaflessas                                       | Erikos Andreou                             | 1971                  |
| Los héroes del patíbulo                                                    | Grigoris Grigoriou                         | 1971                  |
| Souliotes                                                                  | Dimitris Papakonstadis                     | 1972                  |
| Una cuerda al amanecer                                                     | Manuel Esteba                              | 1972                  |
| El más fabuloso golpe del Far-West                                         | José Antonio de la Loma                    | 1972                  |
| Timanfaya (Amor prohibido)                                                 | José Antonio de la Loma                    | 1972                  |
| Judas... ¡Toma tus monedas!                                                | Alfonso Balcázar, Pedro L. Ramírez         | 1972                  |
| La caza del oro                                                            | Juan Bosch                                 | 1972                  |
| Todos hermanos en el Oeste                                                 | Sergio Grieco                              | 1972                  |
| Los fabulosos de Trinidad                                                  | Ignacio F. Iquino                          | 1972                  |
| Las juergas de 'El Señorito'                                               | Alfonso Balcázar                           | 1973                  |
| La guerrilla                                                               | Rafael Gil                                 | 1973                  |
| Los tres superhombres en el Oeste                                          | Italo Martinenghi                          | 1973                  |
| El ataque de los muertos sin ojos                                          | Amando de Ossorio                          | 1973                  |
| La ley del kárate en el Oeste                                              | Tonino Ricci                               | 1973                  |
| El hijo del Zorro                                                          | Gianfranco Baldanello                      | 1973                  |
| El mejor alcalde, el rey                                                   | Rafael Gil                                 | 1974                  |
| El pantano de los cuervos                                                  | Manuel Caño                                | 1974                  |
| Dallas                                                                     | Juan Bosch                                 | 1974                  |
| Vudú sangriento                                                            | Manuel Caño                                | 1974                  |
| Los caballeros del botón de ancla                                          | Ramón Torrado                              | 1974                  |
| Novios de la muerte                                                        | Rafael Gil                                 | 1975                  |
| La endemoniada                                                             | Amando de Ossorio                          | 1975                  |
| La cruz del diablo                                                         | John Gilling                               | 1975                  |
| El tramposo                                                                | Sidney Hayers                              | 1975                  |
| La última jugada                                                           | Aldo Sambrell                              | 1975                  |
| Los casados y la menor                                                     | Joaquín Coll Espona                        | 1975                  |
| La gorra                                                                   | Jesús Ordax                                | 1975                  |
| A la Legión le gustan las mujeres (...y a las mujeres les gusta la Legión) | Rafael Gil                                 | 1976                  |
| El alijo                                                                   | Ángel del Pozo                             | 1976                  |
| Memoria                                                                    | Francisco Macián                           | 1976                  |
| Halt die Luft an alter Gauner - Der Stockfisch und das Stinktier           | Günter Goldhammer - Peter Harlos           | 1976                  |
| Las alimañas                                                               | Amando de Ossorio                          | 1977                  |
| La mujer es un buen negocio                                                | Valerio Lazarov                            | 1977                  |
| Cambio de sexo                                                             | Vicente Aranda                             | 1977                  |
| Objetivo: matar                                                            | Mario Siciliano                            | 1977                  |
| Doña perfecta                                                              | César Fernández Ardavin                    | 1977                  |
| Súper Bwana                                                                | Ricardo Vázquez                            | 1977                  |
| Estimado Sr. Juez                                                          | Pedro Lazaga                               | 1978                  |
| Trampa sexual                                                              | Manuel Esteba                              | 1978                  |
| Venus de fuego                                                             | Germán Lorente                             | 1978                  |
| Superbaby, el minicoche fanfarrón                                          | Rudolf Zehetgruber                         | 1979                  |
| La boda del señor cura                                                     | Rafael Gil                                 | 1979                  |
| Las siete magníficas y audaces mujeres                                     | Darío Herreros                             | 1979                  |
| Y al tercer año resucitó                                                   | Rafael Gil                                 | 1980                  |
| Hijos de papá                                                              | Rafael Gil                                 | 1980                  |
| El lobo negro                                                              | Rafael Romero Marchent                     | 1981                  |
| Asalto al casino                                                           | Max H. Boulois                             | 1981                  |
| Duelo a muerte                                                             | Rafael Romero Marchent                     | 1981                  |
| Otelo (Comando negro)                                                      | Max H. Boulois                             | 1982                  |
| De camisa vieja a chaqueta nueva                                           | Rafael Gil                                 | 1982                  |
| Fredy el croupier                                                          | Álvaro Sáenz de Heredia                    | 1982                  |
| Las autonosuyas                                                            | Rafael Gil                                 | 1983                  |
| Mar brava                                                                  | Angelino Fons                              | 1983                  |
| 1919: Crónica del alba                                                     | Antonio José Betancor                      | 1983                  |
| Invierno en Marbella                                                       | José Luis Madrid                           | 1983                  |
| Las alegres chicas de Coslada                                              | Rafael Gil                                 | 1984                  |
| Al este del Oeste                                                          | Mariano Ozores                             | 1984                  |
| La vaquilla                                                                | Luis García Berlanga                       | 1985                  |
| Los presuntos                                                              | Mariano Ozores                             | 1986                  |
| Policía                                                                    | Álvaro Sáenz de Heredia                    | 1987                  |